# Contador Coulter

Principio Coulter. El aumento transitorio en la Impedancia a través del canal por el que circula una corriente eléctrica es proporcional al volumen ocupado en cada instante de tiempo por la partícula que lo atraviesa. O en otras palabras, el volumen de la partícula es proporcional al área bajo la curva de R vs T.

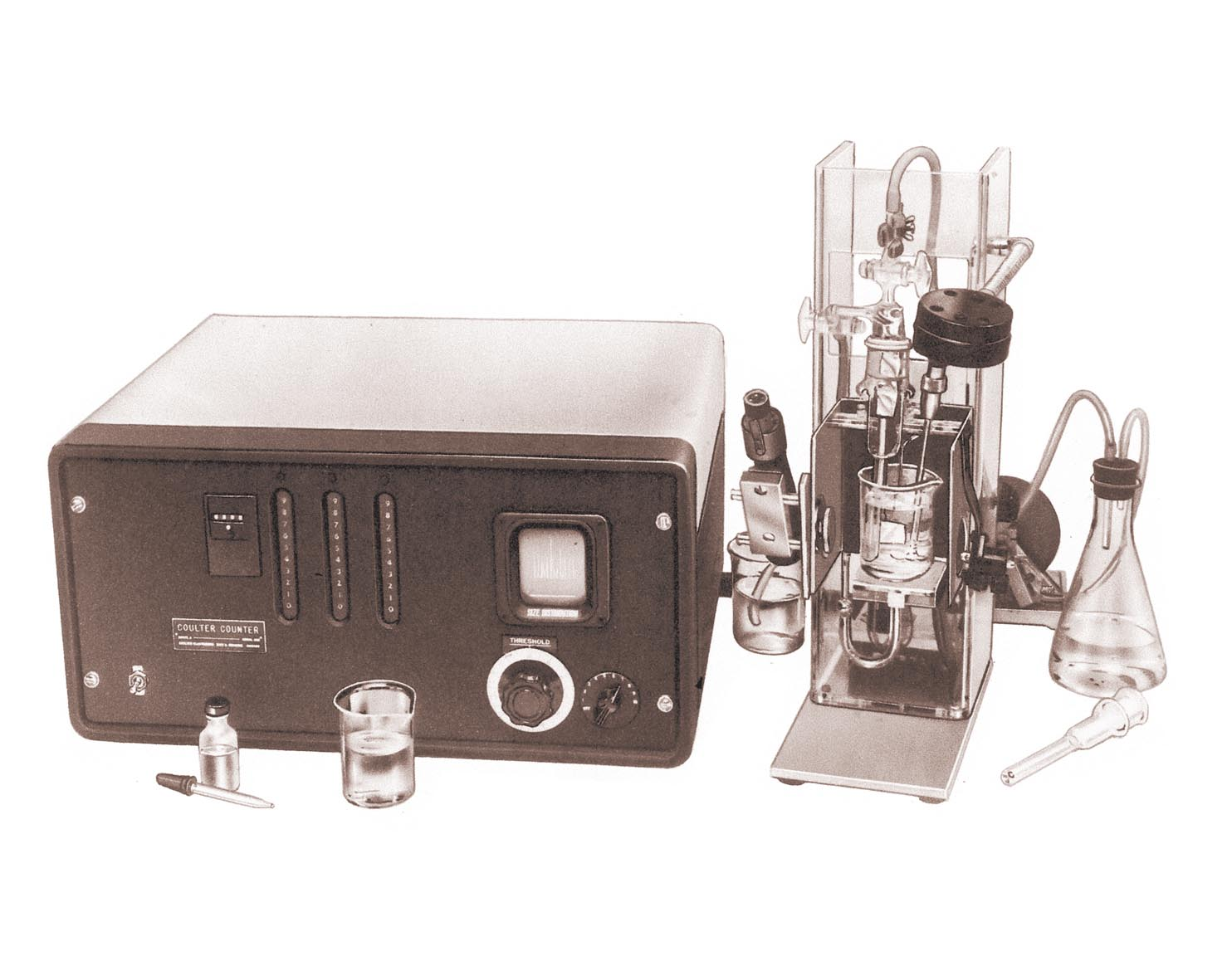
Contador Coulter modelo A, el primero en salir al mercado.

Un contador Coulter es un aparato utilizado para contar y medir el tamaño de partículas en solución. Se utiliza principalmente para contar células sanguíneas en su aplicación como contador hematológico, pero también se puede utilizar para contar bacterias, células procariotas y partículas virales.
Un contador Coulter típico posee uno o más microcanales que conectan dos cámaras conteniendo una solución electrolítica sobre las cuales hay aplicada una diferencia de potencial. La solución es forzada a fluir de una cámara a otra, arrastrando consigo las partículas en suspensión que al atravesar el microcanal producen un breve cambio en la resistencia del líquido. El contador detecta estos cambios en la resistencia eléctrica.
Las células, al tratarse de partículas muy poco conductoras, alteran la sección conductiva del microcanal, causando que la resistencia entre los extremos del microcanal aumente y por lo tanto provocando que la corriente eléctrica que atraviesa el canal disminuya por un breve período de tiempo.
Al llevar un registro de los pulsos que ocurren en la corriente eléctrica, se puede contar el número de partículas presentes en un determinado volumen de fluido. La amplitud del cambio en la corriente que atraviesa el microcanal se encuentra directamente relacionado al volumen de la partícula, permitiendo medir la distribución del tamaño de las partículas contadas.
El responsable del desarrollo de la teoría y diseño de estos contadores fue un inventor estadounidense llamado Wallace H. Coulter. El inventor sentó las bases teóricas de funcionamiento en 1947, en ese año, mientras experimentaba con la electrónica, Coulter determinó que la carga eléctrica podía ser utilizada para determinar el tamaño y número de micropartículas en una solución. Este fenómeno es conocido actualmente como principio Coulter.
Los contadores Coulter son una parte vital del instrumental de laboratorio hospitalario actual. Su principal función consiste en brindar una evaluación precisa y rápida del hemograma de los pacientes. El hemograma es utilizado para determinar el número y proporción de leucocitos y eritrocitos presentes en el organismo. Anteriormente este procedimiento involucraba la preparación de una muestra sanguínea y su recuento manual bajo el microscopio, un procedimiento que típicamente podía llevar media hora. 
Los contadores Coulter tienen además numerosas aplicaciones en el control de calidad de pinturas, cerámicas, vidrios, preparación de aleaciones y manufactura de alimentos.
Existen otras tecnologías para el conteo de células que emplean sistemas similares, una de las cuales es la tecnología de conteo de células CASY. Estos sistemas presentan algunas diferencias, pero operan bajo principios similares.
Debido a la sencillez de construcción de estos dispositivos, y a la confiabilidad de su método de detección, los dispositivos Coulter han encontrado aplicaciones en un amplio rango de métodos de análisis de partículas, desde células sanguíneas hasta partículas poliméricas, pasando por moléculas de ADN, partículas virales y hasta iones metálicos. Se han conseguido mediciones cuantitativas de concentración y tamaño de partículas de escala micro y nanométricas utilizando contadores Coulter con microcanales de muy pequeño tamaño, de modo que las partículas atraviesen los canales de una cámara a otra de una en una. Debido a que esto podría aumentar sustancialmente el tiempo de medición, se utilizan múltiples microcanales para reducir el tiempo de conteo al medir simultáneamente y en paralelo varios canales.
Otra utilización de los contadores Coulter es el empleado en la técnica de Scanning Ion Occlusion Sensing (SIOS). En esta técnica se utiliza una membrana deformable con una única apertura nanométrica, para caracterizar partículas individuales durante su pasaje ya sea bajo el efecto de una diferencia de presión o bajo un campo eléctrico.